# Adolf Andrić
Adolf Andrić, alias Apostol Plemić (* 4. März 1942 in Tuzla, Unabhängiger Staat Kroatien; † 26. Juni 1972 im Gebirge Raduša bei Uskoplje, SFR Jugoslawien) war ein jugoslawischer politischer Emigrant und Terrorist.
Adolf Andrić war Mitglied der kroatischen revolutionären Bruderschaft (Hrvatsko revolucionarno bratstvo – HRB) und führte mit seinem Bruder Ambroz Andrić die 19-köpfige paramilitärische Gruppe mit dem Decknamen „Planinske lisice“ (Bergfüchse) an, die im Juni 1972 nach Jugoslawien eindrang, um in der Gegend von Bugojno (SR Bosnien und Herzegowina) mit der Aktion „Feniks“ einen Volksaufstand zu entfachen. Näheres siehe unter Hrvatsko revolucionarno bratstvo#Jugoslawien.

## Leben
Adolf Andríć wurde später von Ambroz Andrićs Witwe Ružica Andrićs als der Hauptdrahtzieher der Aktion „Planinske lisice“ genannt. Er und Ambroz Andrić hatten drei Schwestern: Marija, verheiratete Mikac (* 1935), Mira, verheiratete Sović (* 1932), und Vera, verheiratete Han (* 1928) sowie einen Bruder namens Petar (* 1930). Die drei Schwestern wurden 1950 verhaftet, weil sie im Kirchenchor die kroatische Hymne Lijepa naša und das Volkslied Vila Velebita sangen. Das Singen dieser angeblichen „Ustascha-Lieder“ stand in der SFR Jugoslawien unter Strafe. Marija verbrachte daraufhin acht Monate in Einzelhaft und wurde nach der Untersuchungshaft freigesprochen, Mira wurde zu fünf und Vera zu sieben Jahre Haftstrafe verurteilt. Ebenso wurde Petar mit den feindlichen Aktivitäten seiner Schwestern in Verbindung gebracht, in Zagreb verhaftet und von einem Militärgericht zu sechs Jahren Gefängnis verurteilt. Der Vater verkaufte sein Haus in Tuzla und die Familie zog nach Zagreb. Marija floh 1958 über die Grenze nach Italien, kehrte krankheitsbedingt später aber wieder zurück.
Adolf Andrić absolvierte in Zagreb eine Ausbildung zum Chemietechniker und wurde Wirtschaftschemiker. Er war verheiratet mit Katarina Andrić.
Die beiden Brüder hatten 1960 die SFR Jugoslawien über Italien verlassen. Adolf Andrić ging 1961 nach Australien, wo er in Geelong, Victoria, wohnte, sein Bruder folgte 1962. In Australien schlossen sie sich mit Anhängern der HRB zusammen. Zusammen mit Pavo Vegar führten die beiden Brüder das HRB-Hauptquartier im Bundesstaat Victoria. 1968 begannen sie mit den Planungen der Aktion „Feniks“.  Sie verließen Australien 1969 auf illegalem Weg. Adolf verfasste unter dem Pseudonym „Apostol Plemić“ die HRB-Schrift „Die Rächer vom Bleiburg“ („Osvetnici Bleiburga. „Priručnik“ za vođenje hrvatske gerile“) mit Sabotageanleitungen, die 1974 in Neuauflage in Deutschland nochmals auftauchte. Aus Aufzeichnungen der Sitzungen (Hansards) des australischen Senats im Jahr 1973 geht hervor, dass ihm eine bedeutende Rolle innerhalb der HRB zugeschrieben wurde. Nach seiner Ausreise aus Australien war er in Deutschland und sein Bruder in Frankreich gemeldet. Er war auch unter einer Gruppe von Personen, die von der Polizei arrestiert wurden wegen des Verdachts der Planung des Sprengstoffanschlags auf das jugoslawische Generalkonsulat in München 1972.
Über die Aktionen wurde Staatschef Tito informiert und formierte daraufhin einen zuständigen Stab in der Bundespolizei mit Franjo Herljević an der Spitze.
Adolf Andrić wurde schließlich bei Uskoplje im Kampf mit jugoslawischen Kräften getötet.

## Posthum
Fast 40 Jahre nach seinem Tod wurde seine Grabstätte auf dem Stadtfriedhof Zenica wiedergefunden, sein Leichnam exhumiert und obduziert.
Am 27. September 2014 wurde in Posušje unter Teilnahme und Mitwirkung offizieller Vertreter aus Politik und Militär ein Denkmal für die 19 durch die Aktion getöteten Gruppenmitglieder eingeweiht.